# Basilichthys australis
Basilichthys australis é uma espécie de peixe da família Atherinopsidae. A espécie é endémica do Chile.